# Tell Me That You Love Me, Junie Moon
Tell Me That You Love Me, Junie Moon (bra: Dize-me que Me Amas) é um filme de comédia dramática estadunidense dirigido e produzido por Otto Preminger e estrelado por Liza Minnelli. O filme é baseado no romance homônimo de 1968 de Marjorie Kellogg.

## Elenco
- Liza Minnelli ...Junie Moon
- Ken Howard ...Arthur
- Robert Moore ...Warren
- James Coco ...Mario
- Kay Thompson ...Gregory
- Fred Williamson ...Beach Boy
- Ben Piazza ...Jesse
- Leonard Frey ...Guiles
- Anne Revere ...Miss Farber
- Julie Bovasso ...Ramona
- Clarice Taylor ...Minnie
- Angelique Pettyjohn ...Melissa
- Wayne Tippit ...Dr. Miller
- Nancy Marchand ...enfermeira Oxford
- Ric O'Barry ...Joebee (como Ric O'Feldman)
- Lynn Milgrim ...Enfermeira Holt

## Lançamento
O filme estreou no Festival de Cinema de Cannes em 10 de maio de 1970. Foi lançado no Beekman Theatre em Nova York em 1º de julho de 1970.

## Recepção
Ao contrário do filme anterior de Minnelli, Os Anos Verdes, de 1969, que teve sucesso artístico e financeiro, além de render a Minnelli uma indicação ao Oscar de Melhor Atriz, Tell Me That You Love Me, Junie Moon foi uma decepção para a maioria dos críticos e um fracasso financeiro de bilheteria.
Roger Ebert elogiou particularmente as atuações de Minnelli, Coco e Moore. Ele resumiu sua crítica: "O final não é convincente, infelizmente; nunca temos certeza do que aconteceu com o personagem Howard, ou por quê. E certamente em 1970 as pessoas não fazem discursos ternos e depois morrem nos braços de seus amantes. Mas, no geral, o filme funciona e nos conta algo sobre três ou quatro pessoas boas que estão tentando lidar com isso. É o bastante".